# Paradise Ridge
Paradise Ridge (englisch für Paradiesgrat) ist ein niedriger Gebirgskamm an der Amundsen-Küste der antarktischen Ross Dependency. Er ragt parallel zum Südrand des Ross-Schelfeises östlich der Mündung des Amundsen-Gletschers auf halbem Weg zwischen den MacDonald-Nunatakkern und dem O’Brien Peak auf.
Der United States Geological Survey kartierte ihn anhand eigener Vermessungen und Luftaufnahmen der United States Navy aus den Jahren von 1960 bis 1964. Teilnehmer einer von 1969 bis 1970 durchgeführten Kampagne im Rahmen der New Zealand Geological Survey Antarctic Expedition benannten ihn so, weil er aufgrund seiner geringen Höhe einfach zu übersteigen ist.